# Юнусовська сільська рада
Юну́совська сільська рада (рос. Юнусовский сельский совет) — муніципальне утворення у складі Мечетлінського району Башкортостану, Росія. Адміністративний центр — присілок Юнусово.

## Населення
Населення — 1350 осіб (2019, 1584 в 2010, 1475 в 2002).

## Склад
До складу поселення входять такі населені пункти:
| Населений пункт       | Населення, осіб (2002) | Населення, осіб (2010) |
| --------------------- | ---------------------- | ---------------------- |
| Абдрахімово, присілок | 326                    | 324                    |
| Аюпово, присілок      | 307                    | 342                    |
| Таїшево, присілок     | 328                    | 343                    |
| Тіміряково, присілок  | 132                    | 118                    |
| Юнусово, присілок     | 382                    | 457                    |